# Cecha postaci (gry fabularne)
Cechy postaci to dane (tzw. współczynniki) opisujące w grach fabularnych naturalne (wrodzone) aspekty, posiadane przez wszystkie postacie występujące w grze. Są one wyrażane najczęściej w postaci liczby, opisu lub puli kości. Niektóre gry używają innych nazw na określenie cech postaci, np. atrybuty lub statystyki.
Większość gier fabularnych używa cech by opisywać zdolności fizyczne i umysłowe bohaterów, np. ich siłę lub mądrość. Wiele systemów zawiera także cechy społeczne jak na przykład charyzmę lub wygląd. Często cechy wpływają na posiadane przez bohatera umiejętności lub inne testy, np. poprzez dodanie modyfikatorów do rzutu lub zwiększenie puli kości, którymi zostanie wykonany rzut. W konsekwencji im wyższa jest wartość danej cechy, tym lepiej. Przedział, w jakim znajduje się wartość danej cechy może być mały (jak 1-5) gdy przykładowo zależy od niej liczba kości w puli lub duży (jak 1-100) gdy na przykład dodaje ona pewien modyfikator do wyniku rzutu kością k100.
Niektóre systemy posiadają tylko kilka "szerokich" cech (np. Fizyczne, Umysłowe), natomiast inne mają ich znacznie więcej i są one znacznie "węższe". Zbyt duża liczba cech oznacza najczęściej, iż mechanika danej gry jest nadmiernie skomplikowana. W większości systemów liczba cech waha się od 4 do 10.
Większość gier próbuje sprawić, by każda z cech była tak samo użyteczna dla postaci. Dlatego też niektóre atrybuty mogą być ze sobą łączone (np. Charyzma i Siła Woli mogą stać się Osobowością), rozdzielane na kilka innych (np. Mądrość może podzielić się na Inteligencję i Roztropność) lub też całkowicie ignorowane (np. Charyzma w przygodach typu hack and slash). W większości gier mała część atrybutów kontroluje znacznie większą liczbę innych współczynników, jak na przykład Klasę Pancerza lub liczba punktów magii.
W procesie tworzenia postaci cechy są najczęściej losowane (poprzez rzuty kośćmi) lub ustala się ich wartości poprzez wydawanie na nie punktów postaci. W niektórych grach, jak na przykład World of Warcraft, atrybuty zależą od rasy i klasy postaci. Ponieważ reprezentują one typowe, wrodzone zdolności a nie te wyuczone (które są reprezentowane przez umiejętności) w dużej części gier nie mogą one zmieniać swojej wartości w trakcie sesji. W innych jednak gracze mogą zwiększać ich wartości poprzez wydawanie punktów doświadczenia zdobytych w czasie rozgrywki, lub jako część procesu przechodzenia na wyższy poziom doświadczenia.

## Powszechne nazwy cech
Cechy postaci są często określane poprzez pierwsze dwie lub trzy litery z ich nazwy.
W zależności od systemu postacie graczy posiadają odmienny zestaw cech. Różne typy zestawów cech wynikają z konwencji systemu.
Generalnie cechy postaci można podzielić na fizyczne (siła, zręczność), intelektualne (inteligencja, spostrzegawczość), społeczne (charyzma, wygląd) i magiczne – oczywiście, jeśli w danym systemie magia występuje (moc magii, odporność na magię).
Siła także Krzepa
Mierzy jak silna fizycznie jest dana postać. Często wpływa na to, jak dużo może nieść dany bohater, ile obrażeń zadaje atakując a rzadziej także na liczbę punktów życia. Pancerz i bronie mogą wymagać danej wartości siły, by można je było założyć/ich używać.
Wytrzymałość także Odporność, Łeb, ...
Pokazuje jak odporna jest postać. Zwykle wpływa na liczbę punktów życia, wytrzymałość na pewne typy ataków (np. od trucizn, chorób, gorąca itp.) oraz to jak szybko dany bohater się męczy. Niektóre gry łączą Siłę i Wytrzymałość w jedną cechę.
Zręczność także Zwinność, Refleks, Szybkość, ...
Mierzy zwinność, szybkość ataku i poruszania się a także celność. Ma wpływ na to, jak trudno jest trafić naszą postać (patrz: klasa pancerza).
Inteligencja także Intelekt, Umysł, ...
Określa umiejętność rozwiązywania problemów. Często ma wpływ na to, jak wiele obcych języków zna dana osoba i umiejętności związane z magią. W niektórych systemach ma wpływ na liczbę punktów umiejętności, które dostaje postać, gdy awansuje na kolejny poziom doświadczenia lub na liczbę punktów doświadczenia, które bohater otrzymuje. Może od niej zależeć liczba punktów magii.
Charyzma także Wygląd, Prezencja, Ogłada, ...
Mierzy umiejętności społeczne i (czasami) wygląd. Wpływa na zdolności handlu i reakcje bohaterów niezależnych.
Mądrość także Duch, Psyche, ...
Określa intuicję i zdolność do postrzegania wydarzeń dziejących się wokół bohatera. Często ma wpływ na zaklęcia, które może rzucać dana postać.
Opanowanie także Siła Woli
Odporność psychiczna (np. na ból, strach, tortury, szaleństwo itp.). Niektóre gry łączą Mądrość i Opanowanie w jedną cechę.
Percepcja także Spostrzegawczość, Zmysły, ...
Mierzy otwartość bohatera na otaczający go świat. Zdolność znajdowania pułapek, ukrytych wrogów lub skarbów. Czasami wpływa na dystansowe ataki (np. strzelanie z kuszy lub pistoletu). Często łączy się tę cechę razem z Mądrością lub Szczęściem.
Szczęście także Los, Przeznaczenie, ...
Opisuje, jak duże szczęście ma dany bohater. Może wpływać w zasadzie na wszystko, najczęściej jednak ma znaczenie, np. przy rzutach krytycznych.

## Cechy w popularnych systemach

### Dungeons & DragonsiSystem d20
- Siła – siła fizyczna
- Zręczność – zwinność i szybkość
- Budowa – wytrzymałość na obrażenia i choroby
- Intelekt – zdolności umysłowe
- Roztropność – intuicja i postrzeganie rzeczy dziejących się wokół postaci
- Charyzma – siła osobowości i atrakcyjność fizyczna

Wartości konkretnych cech są najczęściej losowane i należą do przedziału 3-18 (dla ludzkich postaci). Nie ma górnego ograniczenia wartości.

### SPECIAL
- Strength (z ang. siła)
- Perception (z ang. percepcja)
- Endurance (z ang. wytrzymałość)
- Charisma (z ang. charyzma)
- Intelligence (z ang. inteligencja)
- Agility (z ang. zręczność)
- Luck (z ang. szczęście)